# Mariachi
Mariachi é um gênero musical popular do México e, simultaneamente, um termo de origem incerta que se aplica aos grupos musicais que performam este gênero. Originado no estado de Jalisco, no leste do México, mais precisamente numa vila rural de nome Cocula, o mariachi floresceu entre os peões — lavradores e nativos — como música popular, incorporando ritmos e harmonia provenientes da Europa e dos astecas.

## História
Com o passar dos anos, os grupos de mariachi viajaram a pé, de mula, a cavalo ou de comboio através do México como menestréis. Sem nenhuma instrução formal na música e sem nenhuma compreensão de notas escritas, os músicos misturaram, pela percepção auditiva, o lirismo da harpa, a doçura do violino e a profundidade da guitarra numa escala de melodias, alguns delas com complexidade labiríntica.
Frequentavam os cantos das praças e nos cafés centrais das cidades e das vilas, executando canções a pedido de transeuntes e visitantes, apresentando-se também nas fazendas de rancheiros ricos e apresentando-se por modestos pagamentos em festivais de feriados, em festas da vila, em celebrações patrióticas, em partidos da casa, em batismos, em casamentos, em funerais, em missas e em velórios (onde executam frequentemente as canções favoritas de mariachi dos falecidos). Costumam ainda apresentar-se para com trupes regionais da dança do México. Costumam também fazer serenatas para jovens bonitas a pedido de seus namorados e pretendentes.
Tempos depois, os mariachis optaram pelos instrumentos da igreja, costumando por vezes tocá-los em canções que picaram o divertimento nos padres e exasperando-os. Mais tarde, os mariachis ganharam o favor da igreja. Com a permissão dos clérigos, tocaram em missas e em festivais populares da igreja, incluindo uniforme a festa da Virgem de Guadalupe.
Depois da revolta de 1910/1920 contra a ditadura de Porfirio Díaz — é chamada a volta em México — a música do mariachi transformou-se numa expressão do orgulho mexicano e do patriotismo, um memorial aos heróis nacionais e aos esforços dos peões. Os mariachis seguiram uma migração larga das vilas e das fazendas para as cidades, particularmente na Cidade do México. Promovido por Lázaro Cárdenas, o presidente populista eleito em 1934, os mariachis encontraram o favor entre elites mexicanas. Conduzido por Rubén Fuentes e outras lendas, os mariachis começaram a aprender ler a música. Transformaram-se em figuras populares em filmes mexicanos e nas mostras de rádio. O mariachi emitiu da alma do México, assim como o jazz emergiu do espírito dos Estados Unidos.
O fenômeno do mariachi montou a onda da imigração do México no sudoeste do deserto durante o século XX, aparecendo cedo em Los Angeles, em Tucson, em San Antonio e em outras cidades com populações latino-americanas grandes. Em meados do século, os mariachis tocaram nas praças e cafés. Apareceram em festivais como latino-americano de raízes e partidos em repousos latino-americanos. Tocaram para desempenhos dos grupos  folclóricos de balé, que executam as danças populares regionais do México. Alguns grupos do mariachi graduaram-se no ensino médio, na High School e nos níveis da universidade como os músicos bem treinados que tocaram frequentemente nos concertos com orquestras sinfônicas. Com a reprovação de alguns tradicionalistas, alistaram mulheres nos grupos. Os entusiastas de Mariachi organizaram conferências internacionais, festivais e oficinas nas comunidades como Tucson, San Antonio e Las Cruces. A música de mariachi alcançou o ápice em 1988, quando a famosa intérprete Linda Ronstadt reuniu sua raiz hispânica para produzir o álbum Canciones de mi Padre (Canções de Meu Pai).

## Instrumentos e vozes

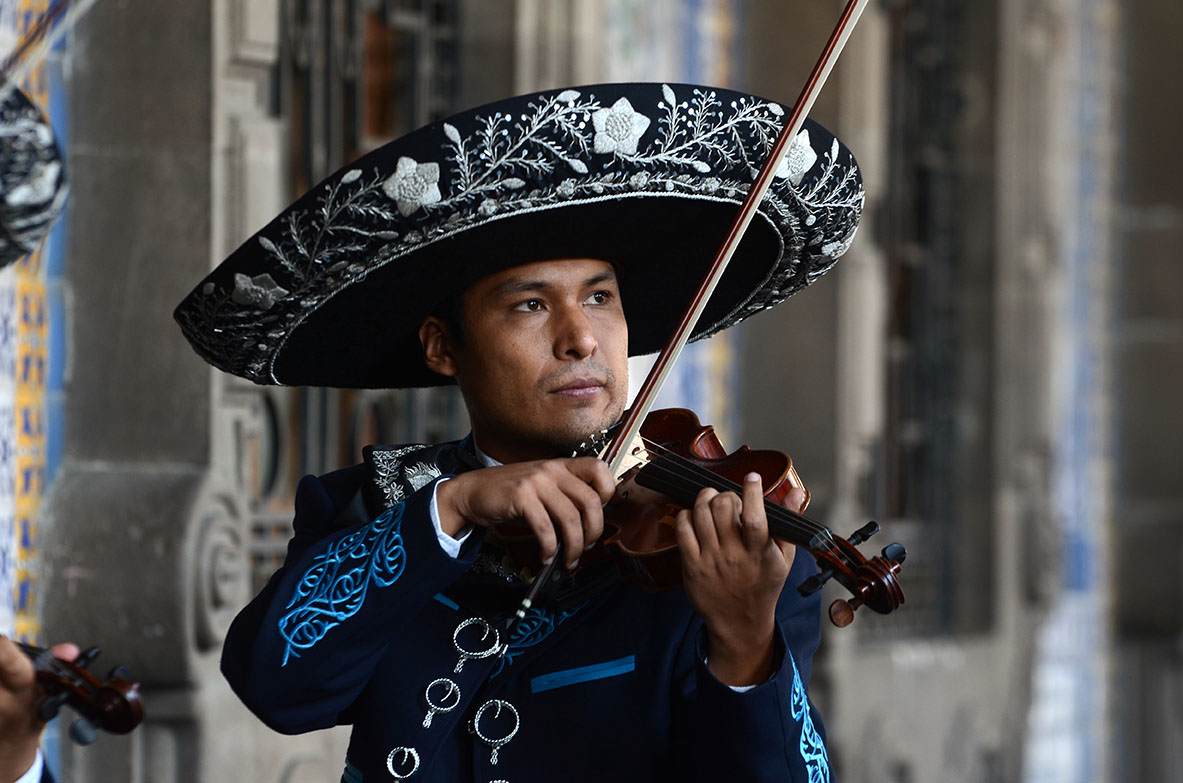
Mariachi tocando violino.

Nos grupos mais adiantados do mariachi — tipicamente uma banda de quatro integrantes — dois músicos tocam violinos; um toca uma harpa pequena—o mariachera de ARPA, ou a harpa do mariachi; o quarto toca um pequeno violão de cinco cordas de corpo convexo, a vihuela. Aprenderam provavelmente a tocar esses instrumentos em suas igrejas locais. Às vezes, nas vilas pobres que tinham poucos instrumentos musicais, um mariachi tem que tocar, talvez uma flauta, talvez um clarinete, o que quer que estava disponível a ele. Sobre o tempo, os mariachis mudaram e modificaram seus instrumentos. Incorporaram a guitarra del golpe, um instrumento semelhante a uma guitarra com aproximadamente três quartos do tamanho de uma guitarra padrão; o guitarron mexicano, um instrumento que se assemelha a uma vihuela aumentada e que substituiu a incômoda harpa; e o cesta do guitarra, um instrumento similar mas ligeiramente maior do que a guitarra espanhola clássica. Logo após a volta, os grupos do mariachi adotaram o coronet, que trocaram logo pela trombeta, significando a afirmação da nova descoberta dos peónes. Hoje, num grupo completo padrão, é comum que três ou mais músicos de mariachi toquem violinos; um toca vihuela; outro, guitarra, outro, um guitarrón, e dois, ou às vezes três, trombetas do grupo.

## A música
Com o passar dos séculos, os mariachis moldaram o seu excesso musical com dois estilos distintos de canções, incluindo aqueles de regiões diferentes dentro do México. Cantam, por exemplo, boleros, um estilo que inclui "Solamente Una Vez". Cantam o lento do ranchera, um estilo executado com o medidor lento e a emoção poderosa. Eles também executam os sones, ou canções, de várias regiões através de México; a música folclórico do balé de várias regiões; e as melodias da dança se chamam jarabe e huapango.